# Yves Audoor
Yves Audoor, né le 25 janvier 1968 à Merelbeke, est un joueur de football belge, qui évoluait comme arrière latéral droit. Il a mis un terme à sa carrière en 2001.

## Carrière
Yves Audoor commence sa carrière au FC Bruges à seulement 16 ans, lancé dans le grand bain par Henk Houwaart. Son premier match, le 25 novembre 1984, est un choc contre le Standard de Liège, dont il dispute les dernières minutes. Mais malgré des débuts précoces, il ne fait que de rares apparitions sous le maillot brugeois. D'abord empêché par son service militaire, il se blesse ensuite grièvement au bras droit. Il doit attendre la saison 1988-1989 pour devenir membre à part entière de l'équipe première. Mais en 1990, il est mis sur une voie de garage à Bruges. 
Après avoir refusé une offre du KSV Waregem, il signe au Beerschot. Yves Audoor reste cinq ans dans la métropole anversoise, vivant la double relégation du club en Division 3 dès la première saison, à la suite d'une dernière place en championnat de première division et une fraude fiscale entraînant une rétrogradation administrative. Champion dès la première saison, Audoor remonte en D2 avec le club, mais il ne reviendra jamais en D1. En 1995, il quitte le Beerschot pour Deinze, où il joue six saisons, avec une participation au tour final pour la montée, avant de prendre sa retraite sportive en 2001.

## Palmarès
- 2 fois champion de Belgique en 1988 et en 1990 avec le FC Bruges.
- 1 fois champion de Belgique de Division 3 en 1991 avec le Beerschot.